# Kanton L'Aigle
Kanton L'Aigle (francouzsky Canton de L'Aigle) je francouzský kanton v departementu Orne v regionu Normandie. Byl vytvořen při reorganizaci správního členění reformě kantonů v roce 2014. Sestává ze 7 obcí.

## Obce kantonu (květen 2016)
- L'Aigle
- Chandai
- Saint-Martin-d'Écublei
- Saint-Michel-Tubœuf
- Saint-Ouen-sur-Iton
- Saint-Sulpice-sur-Risle
- Vitrai-sous-Laigle